# Eeuwig zou te kort zijn
Eeuwig zou te kort zijn is een nummer van de Nederlandse band Volumia! uit 2001. Het is de eerste single van hun derde studioalbum Puur.
"Eeuwig zou te kort zijn" is een ballad waarin de liedverteller zijn liefde verklaart aan zijn vriendin. Het nummer werd een kleine hit in het Nederlandse taalgebied; met een 26e positie in de Nederlandse Top 40, en een 11e positie in de Vlaamse tipparade.

## Tracklijst
- Cd-single

1. "Eeuwig zou te kort zijn" - 3:58
2. "Leef" - 3:20